# Аријана Таламона
Аријана Таламона (енгл. Arianna Talamona; рођена 5. јуна 1994. у Варезеу, Италија) је италијанска параолимпијска пливачица која се такмичи на међународним такмичењима. 
Таламони је дијагностикована Штрумпел-Лоренова болест која погађа њену кичмену мождину и због које користи инвалидска колица. Ово медицинско стање је наследила од мајке.  Таламона је почела да плива са осам година како би ојачала мишиће и почела је да се такмичи на међународном нивоу на Европском првенству у пливању IPC 2011. у Берлину, где се такмичила у четири дисциплине, али није освојила медаље.  
Аријана Таламона је освајачица сребрне медаље на Параолимпијским играма у Токију 2020. године.
Аријана Таламона проглашена је алумном године 2024. од стране Универзитета Милано-Бикока. Награду за алумну године добила је од стране BicoccAlumni, удружења алумниста Универзитета Милано-Бикока. 